# Jan Viljoen
Johannes Willem (Jan) Viljoen (nabij Uitenhage, 14 mei 1812 - nabij Zeerust, 20 april 1893) was een Zuid-Afrikaans pionier, militair en jager. Hij was een veteraan van de Slag bij Boomplaats, de Transvaalse Burgeroorlog en de Eerste Boerenoorlog en ondernam als jager ontdekkingstochten door het huidige Botswana en Zimbabwe. Viljoen beweerde de Victoriawatervallen drie jaar eerder dan David Livingstone te hebben ontdekt.

## Biografie
Viljoen werd in 1812 geboren in de Britse Kaapkolonie. In 1833 trouwde hij met Maria Catharina Messer, dochter van de Duitse missionaris J.G. Messer, en kreeg vijftien kinderen met haar.
In 1843 migreerde hij met zijn gezin naar de Transoranje, waar hij zich vestigde nabij Winburg. Samen met vijf andere Voortrekkers werd hij in in 1846 voor drie maanden in Colesberg opgesloten vanwege anti-Britse activiteiten. Viljoen vocht onder Andries Pretorius tegen de Britten tijdens de Slag bij Boomplaats. De slag werd verloren, zijn boerderij werd geconfisqueerd en hij  vluchtte over de Vaalrivier naar de Transvaal, waar hij zich vestigde op zijn boerderij Vergenoeg (ver genoeg van de Britten) nabij Zeerust. Hij werd de eerste veldkornet en later commandant van het district Marico.
Viljoen ondernam vele jachtreizen door het onontdekte interieur van Afrika en bereikte het Ngamimeer in 1851. Hij nam deel aan de strafexpeditie tegen het Tswanastamhoofd Sechele en diende voor de Transvaalse overheid als ambassadeur van het westelijke front, waar hij vriendschappen sloot met verscheidene stamhoofden.
Viljoen was een trouwe aanhanger van de Nederduits Hervormde Kerk en was vijandig tegen de andere kerken van Transvaal. Dit ging zo ver dat hij in 1868 ds. Frans Lion Cachet met een sjambok te lijf ging toen deze een Gereformeerde gemeente in Marico wilde stichten. Dit was een oorzaak van de Transvaalse Burgeroorlog, waarbij hij partij koos voor de opstandige Stephanus Schoeman. Viljoen werd commandant van het zogenaamde Volksleger maar werd op 5 januari verslagen door het Staatsleger onder leiding van Paul Kruger.
Het volgende jaar werden Viljoen en vier andere jagers de eerste Boeren met toestemming van Mzilikazi om te jagen in Mashonaland. In de jaren 70 joeg Viljoen in de Kalahari, Mashonaland en andere gebieden van het tegenwoordige Zimbabwe dat naar blanke maatstaven nog onontdekt was. Tijdens de Eerste Boerenoorlog vocht Viljoen tegen het Tswanastamhoofd Montshiwa.
Viljoen overleed in 1893 op zijn boerderij Vergenoeg.